# Santa Lucía (Intibucá)
Santa Lucía es un municipio del departamento de Intibucá en la República de Honduras.

## Toponimia
Su nombre es en honor a Lucia de Siracusa, santa de la iglesia católica.

## Límites
La cabecera municipal se encuentra ubicada a unos 79.6 km de la cabecera departamental.
| Orientación | Límites                            |
| ----------- | ---------------------------------- |
| Norte       | Municipio de Camasca, Intibucá     |
| Sur         | República de El Salvador           |
| Este        | Municipio de Magdalena, Intibucá   |
| Oeste       | Municipio de San Antonio, Intibucá |

Está situada al Norte del Río Torola, su cabecera al Norte del Cerro El Coyol. Su extensión territorial es de 62.22 km².

## Historia
En 1700, la Hacienda de "San Blas del Real", debido a su aumento de población cambió al nombre de "Santa Lucía, El Real".
En 1844, adquirió la categoría de municipio y pasó a ser denominado simplemente Santa Lucía.

## División política
Aldeas: 6 (2013)
Caseríos: 49 (2013)
| Código | Aldea       |
| ------ | ----------- |
| 101501 | Santa Lucía |
| 101502 | Bañaderos   |
| 101503 | El Jícaral  |
| 101504 | Palacios    |
| 101505 | San Marcos  |
| 101506 | Santa Rita  |